# Gorko!
Gorko! (russisk: Горько!) er en russisk spillefilm fra 2013 af Zjora Kryzjovnikov.

## Medvirkende
- Jegor Koresjkov som Roma
- Julija Aleksandrova som Natasja
- Jelena Valjusjkina som Tatjana
- Jan Tsapnik som Boris Ivanovitj